# 白沙村 (福州市)
白沙村，是福建省连江县敖江镇的一個村，地处连江县城东北侧，与县城江滨路接攘，南与凤城镇绿茵村杭下自然村相邻，西与县城百凤生活居住区连接，北靠县城区丹凤东路。城区莲荷东路直通村口，规划建设中的县城新区主干道敖江南路横穿全村境区，是敖江镇政府所在地和县城拓展新区建设的主要区域。
全村913户3432人，外来务工人员约1200多人，在外华人华侨约600多人。居民代表52名，下设24个村民小组，支部党员110名，下设6个党小组，是县城区主要社区之一和远近闻名的“华侨之乡”。2008年，全居社会总产值7156万元，村财收入80多万元，居民人均纯收入6915元。